# Gabriel Kowalski
Gabriel Kowalski, pseudonim Mandaryn (ur. 1974) – polski kulturysta i strongman.
Wicemistrz Polski Strongman Everlast 2008, radny Gminy Strzegowo V i VI kadencji.

## Życiorys

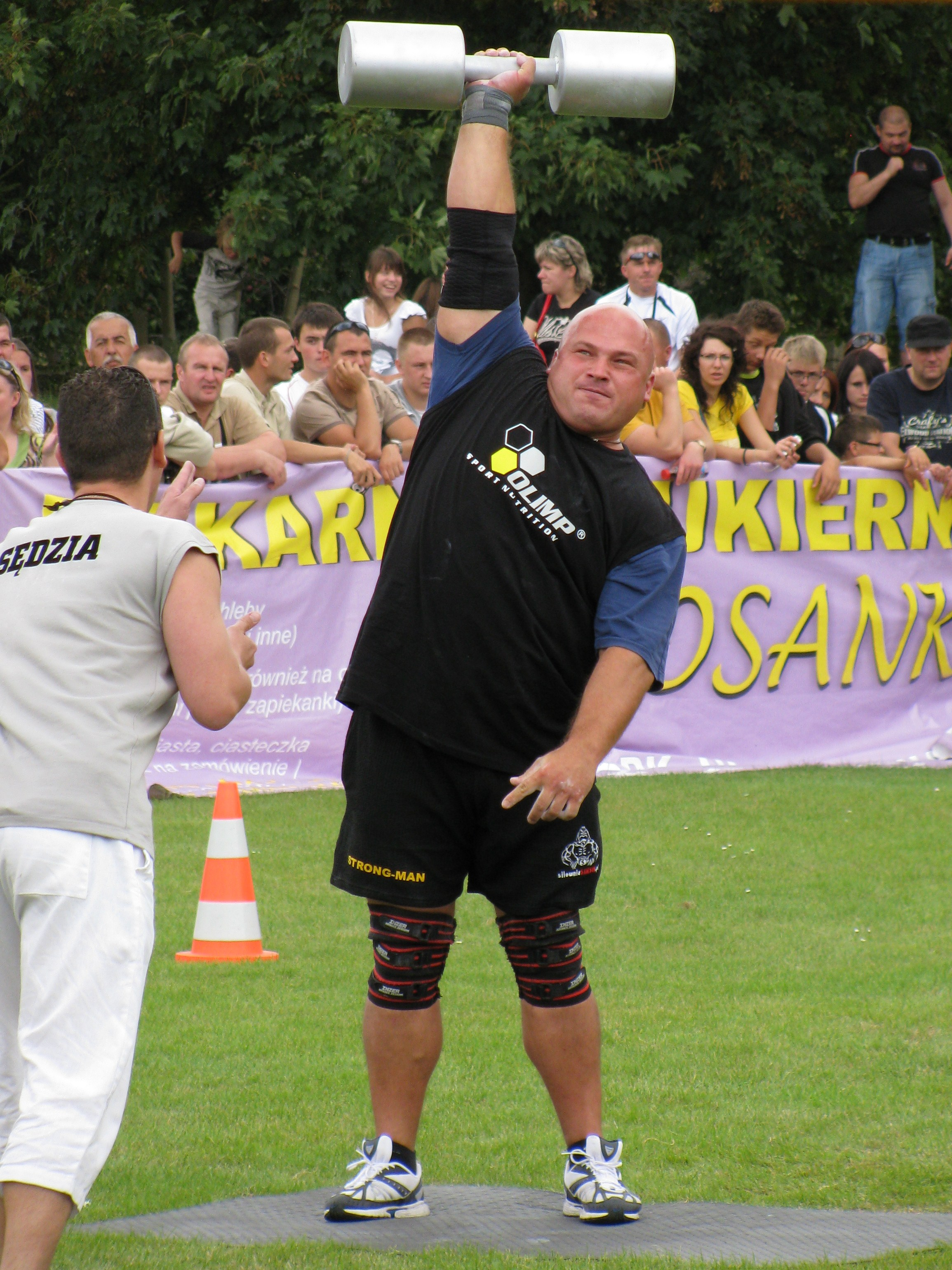
Gabriel Kowalski (2009)

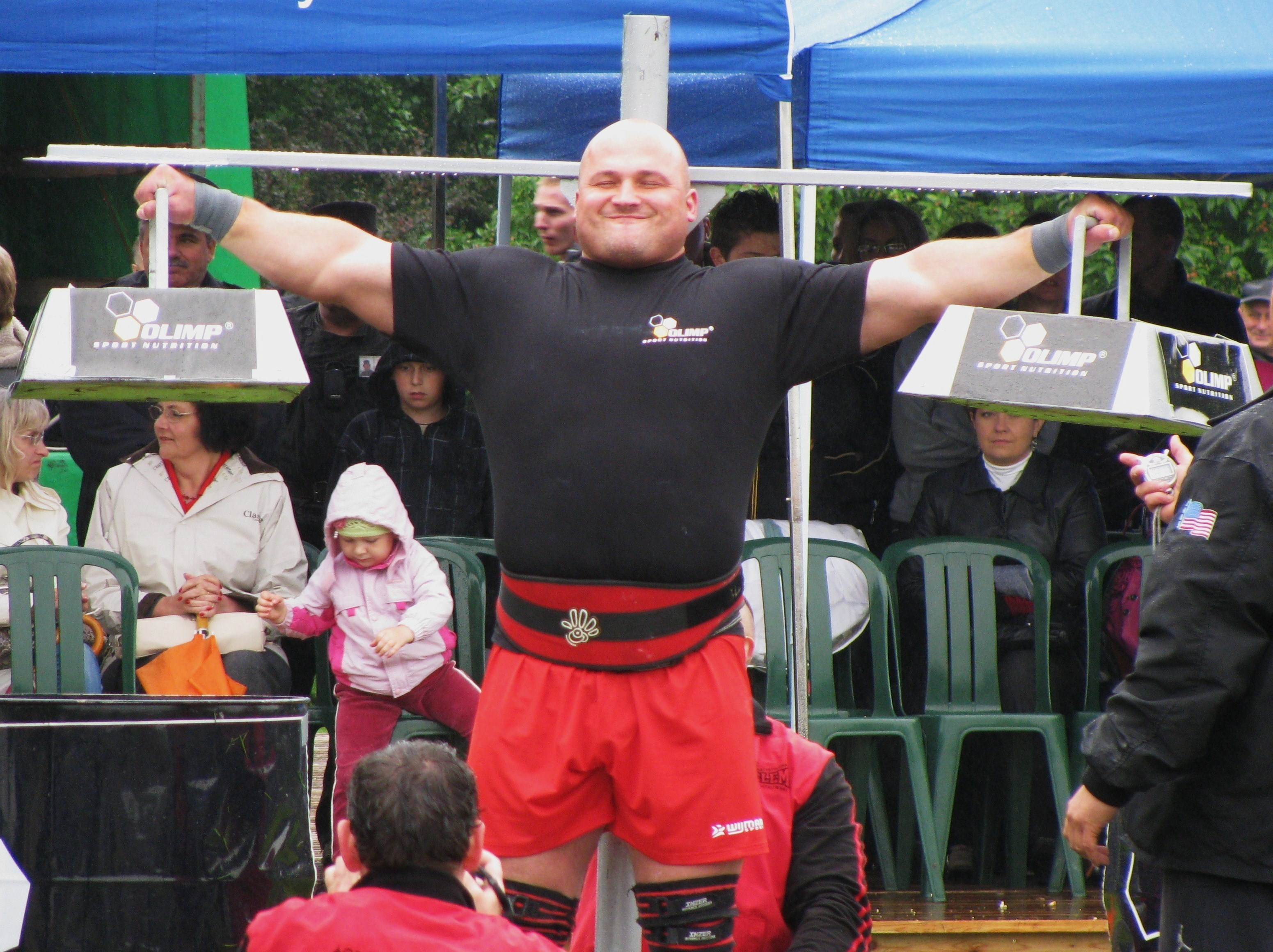
Gabriel Kowalski (2009)

Gabriel Kowalski trenował judo i karate, a od 1993 r. kulturystykę. Od 2003 r. trenuje jako siłacz. Wziął udział w Mistrzostwach Polski Strongman 2006 i Mistrzostwach Polski Strongman Harlem 2009, jednak nie zakwalifikował się do finałów. Uczestniczył w Pucharze Polski Strongman 2004 i Pucharze Polski Strongman 2006.
Mieszka we wsi Strzegowo, w województwie mazowieckim. Śpiewa w męskim chórze kościelnym w strzegowskim kościele.
Wymiary:
- wzrost 183 cm
- waga 138 kg

Rekordy życiowe:
- przysiad 320 kg
- wyciskanie 220 kg
- martwy ciąg 341 kg

## Osiągnięcia strongman
- 2004
  - 6. miejsce - Puchar Polski Strong Man, Ostrowiec Świetokrzyski
- 2006
  - 9. miejsce - Mistrzostwa Polski Strong Man Polska, Września
  - 2. miejsce - Międzynarodowe Mistrzostwa Par Mieszanych ze szwedką Anki Oberg
- 2007
  - 5. miejsce - Drużynowe Mistrzostwa Świata Ukraina, Ivanofrankovsk/Bukovel
  - 3. miejsce - Puchar Rosji "Żelazny Człowiek", Saratov
  - 3. miejsce - Puchar Polski Skoki, APSA- Nowi
- 2008
  - 1. miejsce - Puchar Polski Babimost
  - 1. miejsce - Puchar Polski Miastko
  - 4. miejsce - Puchar Europy Strongman Harlem 2008, Łabiszyn
  - 2. miejsce - Mistrzostwa Polski Strongman Everlast 2008, Poznań
  - 6. miejsce - Puchar Europy Strongman KBI 2008, Staszów
- 2009
  - 1. miejsce - Jarosławiecki Mocarz, Jarosławiec
  - 1. miejsce - Pojedynek Gigantów, Sławno
  - 9. miejsce - Finał Pucharu Polski Strongman Harlem 2009, Kielce
  - 6. miejsce - Mistrzostwa Polski Strongman A-S 2009, Malbork
- 2010
  - 4. miejsce - Mistrzostwa Polski Strongman Harlem 2010, Stargard Szczeciński
  - 9. miejsce - Strong Man Champions League, Bratysława